# Bruce McGill
Bruce Travis McGill, född 11 juli 1950 i San Antonio, Texas, är en amerikansk skådespelare som medverkat i flera film- och TV-produktioner. Han är främst känd för en återkommande roll som Jack Dalton i TV-serien MacGyver, men har även medverkat i filmer som Lincoln (2012) och Deltagänget (1978).

## Filmografi i urval
- 1977 – Kortvågsgänget
- 1978 – Deltagänget
- 1981 – Handen som dödar
- 1981 – Val och kval
- 1982 – Balladen om Gregorio Cortez
- 1983 – Silkwood
- 1983 – Tough Enough
- 1985 – Trassel i natten
- 1986 – Utan nåd
- 1986 – Tjejen som tog hem spelet
- 1986 – As Summers Die
- 1986–1992 – MacGyver (TV-serie)
- 1987 – I skydd av mörkret
- 1987 – Waiting for the Moon
- 1989 – Tre på rymmen
- 1989 – Konsten att göra sig av med ett lik
- 1990 – Little Vegas
- 1991 – Den siste scouten
- 1991 – The Perfect Tribute
- 1992 – Min kusin Vinny
- 1992 – Det svåra valet
- 1992 – A Thousand Heroes
- 1992 – Play Nice
- 1993 – A Perfect World
- 1993 – Black Widow Murders
- 1993 – Shameful Secrets
- 1994 – Timecop
- 1995 – Perfekt alibi
- 1995 – En skugga av tvivel
- 1995 – The Good Old Boys
- 1996 – I sanningens namn
- 1996 – Black Sheep
- 1997 – Rosewood
- 1997 – Lawn Dogs
- 1998 – Mord, sa katten
- 1998 – Ground Control
- 1998 – Letters from a Killer
- 1998 – Starka band
- 1999 – Insider
- 1999 – A Dog of Flanders
- 2000 – Legenden om Bagger Vance
- 2000 – Deep Core
- 2000 – Running Mates
- 2001 – Exit Wounds
- 2001 – Min stora kärlek
- 2001 – Ali
- 2001 – Familjen Osmond
- 2001 – Historien om Lucy Whipple
- 2001 – 61*
- 2002 – The Sum of All Fears
- 2002 – Path to War
- 2002 – Live from Baghdad
- 2003 – Legally Blonde 2
- 2003 – Matchstick Men
- 2003 – De utvalda
- 2004 – Collateral
- 2005 – Elizabethtown
- 2005 – Cinderella Man
- 2005 – Slow Burn
- 2006 – Behind Enemy Lines: Axis of Evil
- 2006 – Outlaw Trail
- 2007 – The Lookout
- 2007 – The Good Life
- 2007 – American Fork
- 2008 – Vantage Point
- 2008 – Recount
- 2008 – W.
- 2008 – Kings of the Evening
- 2009 – Obsessed
- 2009 – The Perfect Game
- 2009 – Law Abiding Citizen
- 2009 – Held Hostage
- 2010 – Fair Game
- 2010–2016 – Rizzoli & Isles (TV-serie)
- 2011 – Apart
- 2012 – For Greater Glory
- 2012 – Me Again
- 2012 – Lincoln
- 2012 – Unconditional
- 2012 – Mr. Sophistication
- 2012 – FDR: American Badass!
- 2015 – Run All Night